# Mohun Bagan Super Giant
El Mohun Bagan Super Giant es un club de fútbol indio con sede en Calcuta, Bengala Occidental. Forma parte de la Superliga de India, la máxima categoría nacional. El equipo está integrado en un club polideportivo, el Mohun Bagan Athletic Club.

## Historia
El club nace de la fusión de dos equipos de Calcuta: el Mohun Bagan y el ATK. El primero es uno de los clubes históricos del fútbol en la India, ya que fue fundado el 15 de agosto de 1899, y en los últimos años formaba parte de la I-League. Por otro lado, el ATK —también conocido como Atlético de Kolkata— es una de las franquicias fundadoras de la Superliga de India, que aspiraba a convertirse en la máxima categoría nacional. 
En 2020, los dueños del ATK adquirieron una participación mayoritaria en la sección de fútbol del Mohun Bagan, y fusionaron ambos clubes para el «ATK Mohun Bagan», que asumió la plaza del antiguo ATK en la Superliga. Debutó en la temporada 2020-21 y terminó en segundo lugar, clasificándose para la Copa AFC 2021.
En la temporada 2022-23, el Mohun Bagan se proclamó campeón de la Superliga tras vencer en la final del play-off al Bengaluru F. C. en la tanda de penaltis. A su conclusión, el equipo anunció un cambio de nombre y pasó a llamarse «Mohun Bagan Super Giant».

## Rivalidades
El club continua la rivalidad del Mohun Bagan AC con el East Bengal en el llamado Derby de Calcuta.